# Юмэмакура, Баку
Баку Юмэмакура (яп. 夢枕 獏 Юмэмакура Баку, род. 1 января 1951 г.) — японский писатель, сценарист, который пишет в научно-фантастическом, историческом и приключенческом жанрах. Известен по таким произведениям, как «Лев, который съел растущий месяц» (яп. 上弦の月を喰べる獅子 Jōgen no Tsuki wo Taberu Shishi), за которые получил годовые награды «Сэйун» (1990 г.) и «Гран-при японской научной фантастики» (10-е вручение, 1989 г.) в жанре научной фантастики и «Онмёдзи»/Onmyoji  (серия книг про Абэ-но Сэймэя). Он также автор сценариев к фильмам Onmyoji («Хозяин инь и янь»/ «Колдун»), которые являются экранизацией одноименной серии его книг.
Один из его популярных сериалов, посвящённых боевым искусствам, — Garouden («Легенда о волках, что дерутся»), адаптированный в мангу, на основе которой разработаны две видеоигры.
В 2023 г. вышла аниме-экранизация «Онмёдзи».
Двукратный чемпион по фигурному катанию - Юдзуру Ханю выступил с программой «Сэймэй» на олимпиаде 2018 г. в Пхёнчхане, вдохновленной одноименным фильмом.
Баку Юмэмакура — бывший президент клуба писателей «SFWJ (Science Fiction Writers of Japan)».